# (9293) Kamogata
(9293) Kamogata (1982 XQ1) – planetoida z pasa głównego asteroid okrążająca Słońce w ciągu 5,73 lat w średniej odległości 3,2 j.a. Odkryta 13 grudnia 1982 roku.